# Pièga-Gourt
Ne doit pas être confondu avec Pièga-Peulh.
Pièga-Gourt est une commune rurale située dans le département de Matiacoali de la province du Gourma dans la région de l'Est au Burkina Faso.

## Santé et éducation
Le centre de soins le plus proche de Pièga-Gourt est le centre de santé et de promotion sociale (CSPS) de Matiacoali.